# Allocasuarina littoralis
Allocasuarina littoralis är en tvåhjärtbladig växtart som först beskrevs av Richard Anthony Salisbury, och fick sitt nu gällande namn av Lawrence Alexander Sidney Johnson. Allocasuarina littoralis ingår i släktet Allocasuarina och familjen Casuarinaceae. Inga underarter finns listade i Catalogue of Life.

## Bildgalleri

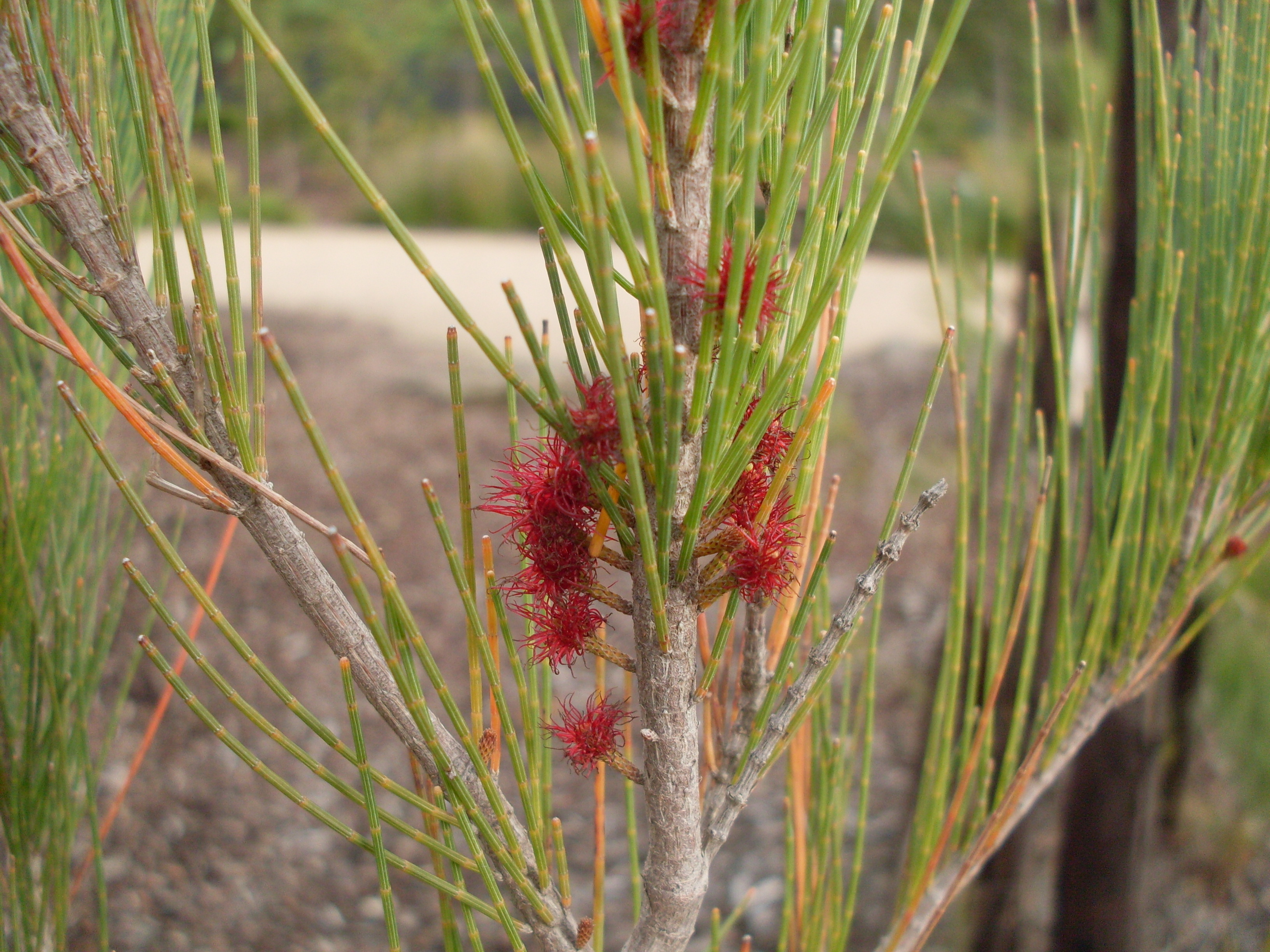
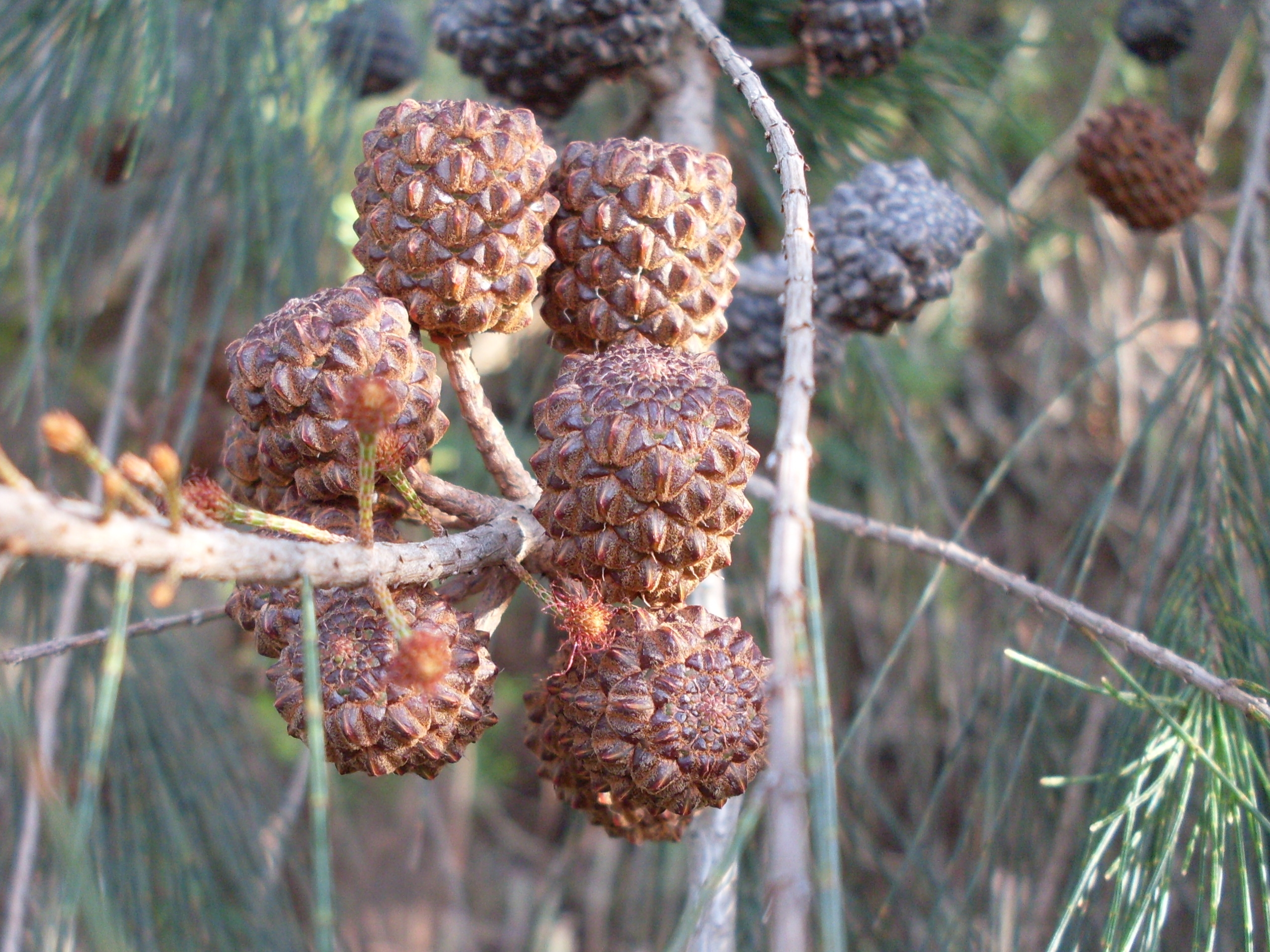
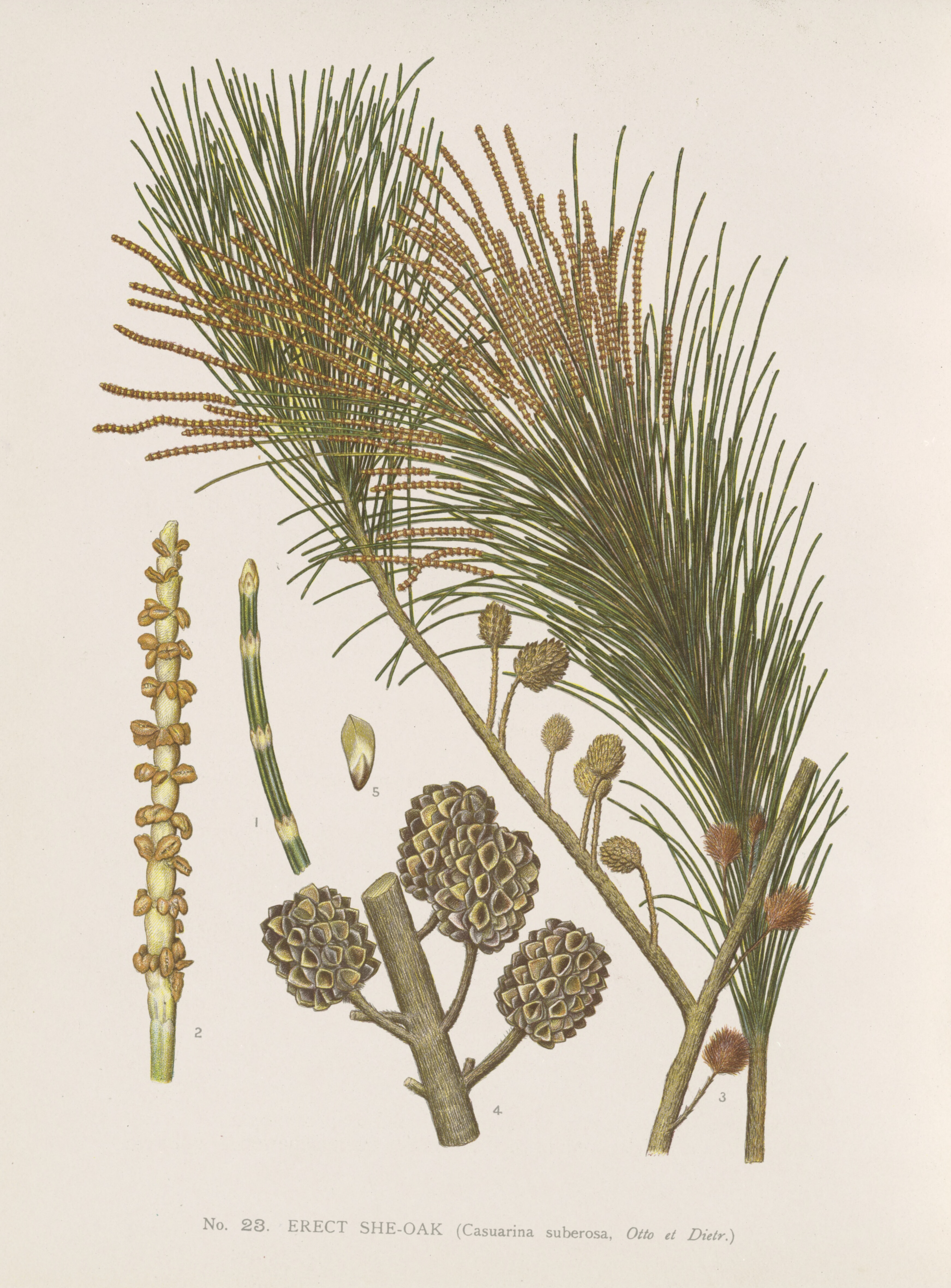